# Narodna knjižnica (Poljska)
Narodna knjižnica (poljsko Biblioteka Narodowa) je osrednja poljska knjižnica s sedežem na aleji Niepodległości v parku Pole Mokotowskie južno od središča Varšave. Spada pod Ministrstvo za kulturo in narodno dediščino Republike Poljske.
Knjižnica zbira knjige, revije, elektronske in avdiovizualne publikacije, objavljene na ozemlju Poljske. Je najpomembnejša humanistična raziskovalna knjižnica, glavni arhiv poljske pisave in državno središče bibliografskih informacij o knjigah. Ima tudi pomembno vlogo kot raziskovalna ustanova in je pomemben metodološki center za druge poljske knjižnice. Poleg tega deluje kot osrednja državna bibliografska agencija, ki izdaja nacionalno bibliografijo, osrednja knjižnica za področja bibliotekarstva, informatike, publicistike in arhivistike ter raziskovalno središče za bibliotekarstvo. S skoraj 10 milijoni enot gradiva (podatek za leto 2019) je ena največjih knjižnic v državi.
Narodna knjižnica prejme izvod vsake knjige, ki jo izdajo na Poljskem, kot obvezni izvod.
Nekatere posebne zbirke hranijo v palači republike (Krasiński), med njimi najstarejše ohranjene poljske publikacije, Kazania świętokrzyskie (Pridige Svetega križa) iz sredine 14. stoletja.

## Organizacijska struktura
Imajo tri splošne oddelke:
- Knjižnica
- Bibliografski inštitut Narodne knjižnice
- Inštitut za knjigo in branje

## Zgodovina
Zgodovina Nacionalne knjižnice ima korenine v 18. stoletju (Załuskijeva knjižnica), ko sta škofa Załuski dostop do svoje zbirke 200.000 enot v Varšavi omogočila znanstvenikom in bibliofilom. Kmalu je zaslovela kot ena najznamenitejših rastvetljenskih knjižnic v Evropi, po zatrtju Kościuszkove vstaje konec stoletja pa so zbirko zasegli Rusi in jo odnesli v Sankt Peterburg kot vojni plen.
Ko se je Poljska leta 1918 osamosvojila, ni bilo nobene osrednje ustanove, ki bi lahko opravljala funkcijo narodne knjižnice. 24. februarja 1928 je bila z odlokom predsednika Ignacija Mościckega ustanovljena Narodna knjižnica Odprli so jo leta 1930 in je sprva vsebovala 200 tisoč zvezkov. Osnova za njeno zbirko je bilo gradivo zbirke bratov Załuski. Njen prvi generalni direktor je bil Stefan Demby, leta 1934 ga je nasledil Stefan Vrtel-Wierczyński. Zbirka knjižnica so je hitro širila. Na primer, leta 1932 je predsednik Mościcki knjižnici podaril vse knjige in rokopise iz muzeja palače Wilanów, približno 40 tisoč zvezkov in 20 tisoč slik iz zbirke Stanisława Kostke Potockega.
Pred drugo svetovno vojno so knjižnične zbirke sestavljali:
- 6,5 milijonov knjig in revij iz 19. in 20. stoletja
- 3.000 zgodnjih tiskovin
- 2.200 inkunabul
- 52.000 rokopisov
- zemljevide, ikone in glasbo

Med vojno je bila knjižnica spet uničena. Po njej se je ob obnovi aktivnost razširila na razvoj bibliotekarstva in standardizacije ter širše kulturne dejavnosti. Dolga leta se je spopadala s prostorsko stisko, ki je bila dokončno razrešena šele leta 1998 z izgradnjo modernističnega stavbnega kompleksa s 70.000 m² uporabnih površin.